# Code folding
Il code folding (dall'inglese letteralmente: ripiegamento del codice), in informatica, è una caratteristica di alcuni editor di testo e ambienti di sviluppo.
Il code folding permette di nascondere delle porzioni di un file di codice mentre si lavora ad altre parti dello stesso file. Ciò permette agli sviluppatori di gestire più comodamente file molto lunghi all'interno di un'unica finestra.
Un punto di ripiegamento può essere rappresentato da una funzione, subroutine, da un metodo, da un'intera classe o da una semplice condizione if-then-else.
Recenti versioni di editor di testo open source come Vim o l'ambiente di sviluppo Java, Eclipse, offrono una funzione di code folding configurabile. Anche NetBeans di Oracle, Visual Studio .NET di Microsoft, Code::Blocks, Notepad++ e l'editor di KDE, Kate, offrono questa caratteristica.
La stessa tecnica può essere applicata anche a porzioni di testo quali sezioni, paragrafi, ecc. (text folding).

## Esempio
- Vim, esempio di codice C++:

```
  int function () //{{{
  {
    ''codice''
  }
  //}}}

```

Quando è 'ripiegato', il codice viene presentato così:
```
  +--  5 righe: int function () //---------------------------

```